# 창동고등학교
창동고등학교(倉洞高等學校)는 대한민국 서울특별시 도봉구 창동에 위치한 공립 고등학교이다.

## 학교 연혁
- 2001년 12월 31일 : 창동고등학교 설립 인가
- 2002년 3월 1일 : 성기원 초대 교장 취임
- 2002년 3월 4일 : 제1회 입학식
- 2005년 2월 3일 : 제1회 졸업식 (졸업생 639명)
- 2009년 10월 31일 : 교육과학 기술부 과학중점학교(자율학교) 지정
- 2021년 9월 1일 : 제8대 최형철 교장 취임

## 참고 자료
- 창동고등학교 - 한국교육학술정보원 학교알리미